# Layla Chaouni
Layla Benabdallah Chaouni, née en 1953 à Fès, est une éditrice et une féministe marocaine.

## Biographie
Née en 1953, elle se forme au droit et travaille pour une revue de droit, d'économie et de politique. En 1974, Hassan II est le roi du Maroc, elle est arrêtée avec son mari et passe dix jours au centre de torture de Derb Moulay Chérif à Casablanca. En 1987, elle crée les Éditions Le Fennec et devient une figure de l'édition au Maroc et s'engage dans l'amélioration de la condition des femmes. Elle est la première à publier des récits sur les années de plomb, comme Dalil al Onfouan d'Abdelkader Chaoui, en 1989, ou encore, en 2000, Une femme nommée Rachid de Fatna El Bouih. Elle lance une collection de livres de poche à petit prix, 10 ou 20 dirhams (1 ou 2 euros) vendus en kiosques,,,. Elle organise avec Fatima Mernissi des ateliers d'écriture. En 1989, elle devient également membre de l'Organisation marocaine des droits de l'homme.